# IT-Recht (Deutschland)
IT-Recht ist die Kurzform für Informationstechnologierecht. Ähnlich verwendete, teils veraltete und bedeutungsähnliche Begriffe sind: Computerrecht, EDV-Recht, Informationsrecht, Internetrecht, Multimediarecht und Softwarerecht. Das IT-Recht ist ein Rechtsgebiet, das sich mit der rechtlichen Betrachtung von Sachverhalten aus der Informationstechnologie (IT) beschäftigt. Als Querschnittsmaterie erstreckt es sich auf relevante Teilbereiche aller Hauptrechtsgebiete. Der Gegenbegriff zum IT-Recht ist die Rechtsinformatik.

## Historie des Rechtsgebiets und seiner Bezeichnungen
Der Begriff IT-Recht hat seit 2006 durch die Einführung des Titels Fachanwalt für Informationstechnologierecht in § 14 FAO im Jahr 2006 eigene Bedeutung erlangt. Die Begriffe EDV-Recht und Computerrecht werden heute nur noch verwendet, wenn auf vornehmlich in den 1990er Jahren gegründete Sammelwerke Bezug genommen wird. Davon zeugen heute noch die Zeitschrift Computer und Recht sowie die Gesetzessammlung CompR im dtv. Später wurde der Begriff des EDV-Rechts gebräuchlich, was heute im Namen des Vereins Deutscher EDV-Gerichtstag weiterlebt. Teilweise findet sich auch noch die Bezeichnung Informatikrecht in Umkehrung der Rechtsinformatik. Mit Aufkommen des Internets wurde daneben der Begriff Multimediarecht als Teilbereich geprägt, der speziell die Rechtsfragen des Internets umfasste (auch Internetrecht). Heute wird überwiegend der Begriff Informationstechnologierecht verwendet.

## Abgrenzung von anderen Rechtsgebieten
In der Praxis kann es leicht zu thematischen Überschneidungen mit den Gebieten: gewerblicher Rechtsschutz, Urheber- und Medienrecht und Arbeitsrecht kommen. Auch geläufig sind Überschneidungen mit dem Verwaltungsrecht und dem Bank- und Kapitalmarktrecht. Wegen der häufigen Überschneidungen in der Praxis hat sich eine Untergliederung des IT-Rechts in gesetzesübergreifende Anwendungsbereiche wie beispielsweise dem Datenschutzrecht, dem Softwarerecht oder dem IT-Strafrecht etabliert, die jeweils auch auf mehrere Gesetzeswerke zurückgreifen.

## Sachgebiete
Eine abstrakte Definition des IT-Rechts gibt es in deutschen Gesetzen nicht. Eine Art Beschreibung findet sich jedoch in der Fachanwaltsordnung (FAO).
In der Fachanwaltsordnung wird seit 2006 die Abkürzung IT-Recht erwähnt: „Informationstechnologierecht (IT-Recht)“ heißt es in § 5 Absatz r FAO bei den praktischen Erfahrungen.
In § 14k FAO findet sich eine Passage, die einer Beschreibung des Rechts der Informationstechnologie gleichkommt. Denn die Norm führt die Kenntnisse auf, welche ein Rechtsanwalt (neben praktischen Erfahrungen) nachweisen muss, wenn er den Titel Fachanwalt für Informationstechnologierecht erlangen will. Dies sind im Einzelnen:
1. Vertragsrecht der Informationstechnologien, einschließlich der Gestaltung individueller Verträge und AGB,
2. Recht des elektronischen Geschäftsverkehrs, einschließlich der Gestaltung von Provider-Verträgen und Nutzungsbedingungen (Online-/Mobile Business),
3. Grundzüge des Immaterialgüterrechts im Bereich der Informationstechnologien, Bezüge zum Kennzeichenrecht, insbesondere Domainrecht,
4. Recht des Datenschutzes und der Sicherheit der Informationstechnologien einschließlich Verschlüsselungen und Signaturen sowie deren berufsspezifischer Besonderheiten,
5. Das Recht der Kommunikationsnetze und -dienste, insbesondere das Recht der Telekommunikation und deren Dienste,
6. Öffentliche Vergabe von Leistungen der Informationstechnologien (einschließlich e-Government) mit Bezügen zum europäischen und deutschen Kartellrecht,
7. Internationale Bezüge einschließlich Internationales Privatrecht,
8. Besonderheiten des Strafrechts im Bereich der Informationstechnologien,
9. Besonderheiten der Verfahrens- und Prozessführung.

Zum 1. Januar 2022 waren 730 Fachanwälte (davon 138 Fachanwältinnen) zugelassen.

### Vertragsrecht der Informationstechnologien
Hierunter sind alle Verträge über Informationstechnologie, nämlich Software, Hardware sowie Dienstleistungen zu verstehen. Softwareverträge sind Verträge zur Erstellung von Individualsoftware, Verkauf, Vermietung, Leasing, Vertrieb von Standardsoftware, Anpassung von Standardsoftware (Customizing, Parametrisierung), Verträge über IT-Projekte, Outsourcing etc. …. Die Rechtsnatur von Software ist unter Juristen nach wie vor umstritten. Die Gerichte behandeln Software als Sache und ordnen die Verträge entsprechend ein. Bei Hardware ist ebenfalls Herstellung, Verkauf, Vermietung, Leasing, Vertrieb denkbar. Dienstleistungen sind in der Regel Beratung beim Einsatz, aber auch Anpassung von Software. Zu diesem Themenbereich zählen auch neuere Vertragsmodelle, wie etwa Application Service Providing, Software as a Service und ähnliche, die oft im Kern nur neue Begriffe für gar nicht oder wenig abgewandelte alte Vertragsmodelle sind. Wichtige Verträge sind die EVB-IT, die Einkaufsbedingungen der öffentlichen Hand für Informationstechnologie.
Alle genannten Verträge lassen sich grundsätzlich mit den Regeln des deutschen Rechts ohne wesentliche IT-spezifische Gesetze abbilden. Die Besonderheit besteht vor allem darin, dass bei Formulierung der Verträge die technischen Besonderheiten der Informationstechnologien sowie die speziellen Businessmodelle der IT-Branche verstanden und juristisch umgesetzt werden.

### Recht des elektronischen Geschäftsverkehrs
Dieser Bereich ist durch den Zusatz Online-/Mobile Business recht gut charakterisiert. Hierunter sind alle Rechtsfragen des E-Commerce zu verstehen. Dies umfasst den Bereich von Verbraucherverträgen (B2C – Business-to-Consumer), der weitgehend durch das Fernabsatzrecht des BGB (§§ 312b ff., BGB) geprägt ist. Daneben sind aber auch Internetauktionen, Internetplattformen, Web 2.0, Communities und andere Angebote umfasst. Zu diesem Bereich zählen daneben auch alle Verträge zwischen Unternehmen (B2B Business-to-Business), die über elektronische Medien abgeschlossen werden.
Provider-Verträge sind in der FAO ausdrücklich benannt. Diese sind wegen ihrer technischen Besonderheiten, der vielfältigen Haftungsrisiken und neuen normativen Vorgaben (z. B. Vorratsdatenspeicherung) komplex. Bei Hostprovidern stellt sich insbesondere die Frage der Verfügbarkeit sowie der Haftung für eventuell rechtswidrige Inhalte.

### Grundzüge des Immaterialgüterrechts
Gemeint ist hiermit das Recht geistigen Eigentums, sowohl an Software als auch an den Inhalten im Internet.
Besonders hervorgehoben wird das Kennzeichenrecht, insbesondere Domainrecht.

### Recht des Datenschutzes
Das Recht des Datenschutzes ist für den privaten Bereich hauptsächlich in der DSGVO und im Bundesdatenschutzgesetz geregelt. Für den öffentlichen Bereich des Bundes gilt dies ebenfalls, für den öffentlichen Bereich der Bundesländer sind die jeweiligen Landesdatenschutzgesetze neben der Datenschutzgrundverordnung maßgebend. Bei diesen Gesetzen handelt es sich um Rahmengesetze, die für viele Bereiche des Lebens durch speziellere Gesetze ergänzt oder verdrängt werden (bereichsspezifische Regelungen). So enthält das Telemediengesetz spezielle Regelungen für Telemedien und das Telekommunikationsgesetz für die Telekommunikation.
Zweck des Datenschutzes ist es, die Grundrechte und Grundfreiheiten natürlicher Personen und insbesondere deren Recht auf Schutz personenbezogener Daten zu gewährleisten (Art. 1 Abs. 2 DSGVO).
Die Sicherheit der Informationstechnologien einschließlich Verschlüsselungen betrifft die rechtlichen Rahmenbedingungen der IT-Sicherheit. Neben dem Datenschutzrecht sind dies vor allem die Regelungen des KonTraG, steuerrechtliche Vorschriften, Archivierungspflichten sowie gesetzliche und vertragliche Verschwiegenheitspflichten.

### Recht der Kommunikationsnetze und -dienste
Das Recht der Kommunikationsnetze und -dienste wird in Deutschland durch das Telekommunikationsgesetz (TKG) geregelt. Das Telemediengesetz (TMG) regelt demgegenüber die Inhalte und ist Gegenstand von Ziffer 2, Recht des elektronischen Geschäftsverkehrs.

### Öffentliche Vergabe von Leistungen der Informationstechnologien
Die öffentliche Vergabe von Leistungen der Informationstechnologien wird im Wesentlichen durch das Vergaberecht und das Kartellrecht normiert. Im Vergaberecht wurde wegen der speziellen Probleme im IT-Recht eine besondere Vergabeart, wettbewerblicher Dialog eingeführt, um dem Umstand Rechnung zu tragen, dass öffentliche Auftraggeber oft nicht über ausreichende IT-Kompetenz verfügen, um ohne Unterstützung Ausschreibungen durchzuführen. Zum Vergaberecht sind auch die EVB-IT als Einkaufsbedingungen der öffentlichen Auftraggeber zu zählen.

### Internationale Bezüge
Wegen des grenzüberschreitenden Charakters der Informationstechnologien, insbesondere des Internets, stellt sich oft die Frage, welches Recht auf Sachverhalte im Bereich der IT überhaupt anwendbar ist. Das Internationale Privatrecht (IPR) ist in diesem Bereich daher eine relevante Materie, die regelt, welchem Recht (z. B. deutschem, US-amerikanischem oder sonstigem nationalen Recht) ein Vertrag unterliegt, bzw. nach welchem Recht andere Rechtsfragen zu entscheiden sind. Entgegen dem Wortlaut handelt es sich nicht um Völkerrecht, sondern um national geltendes Recht. In Deutschland ist das IPR im EGBGB, dem Einführungsgesetz zum BGB, geregelt. Zu beachten ist, dass das UN-Kaufrecht zwar auf einem internationalen Abkommen beruht, aber in den Vertragsstaaten nationales Recht ist. In Deutschland ist das UN-Kaufrecht daher das deutsche Recht für bestimmte internationale Verträge. Welche nationale Gerichtsbarkeit (deutsche, französische etc.) im Streitfall zu entscheiden hat, regelt das internationale Prozessrecht, das auch jedes Land für sich selbst formuliert hat. Eine Besonderheit im IT-Recht ist die starke Prägung der Verträge durch US-Anbieter. Dies macht, insbesondere im Rechtsverkehr mit Verbrauchern, eine Lokalisierung, also Anpassung auf deutsches Recht erforderlich. Dabei ist zu beachten, dass nicht nur eine Übersetzung, sondern auch eine inhaltliche Anpassung erforderlich ist.

### Besonderheiten des Strafrechts
Hiermit sind die speziell geschaffenen Straftatbestände für Computerkriminalität gemeint, aber auch Regelungen beispielsweise im Urheberrecht.
Es handelt sich, wie beim IT-Recht insgesamt, auch bei den Besonderheiten des Internet-Strafrechts um eine Querschnittsmaterie.
Beispielsweise können Rechtsverletzer (Inhaber von Websites, die gegen Gesetze verstoßen) im Web auf strafrechtlichem Wege ermittelt werden. Nach § 100g StPO (Strafprozessordnung) bzw. nach § 113 TKG sind die Provider verpflichtet, den Strafverfolgungsbehörden Auskünfte zu erteilen, da mittels des Akteneinsichts-Rechts nach § 406e StPO dann auch zur Geltendmachung der Ansprüche des Zivilrechts Rückgriff genommen werden kann. Das strafprozessual nach der StPO hierfür erforderliche berechtigte Interesse liegt in der möglichen Geltendmachung zivilrechtlicher Ansprüche durch den Verletzten ohne die zivilrechtliche Möglichkeit, die in den Akten stehenden Daten zu erlangen. Eine Strafanzeige kann den Weg zur Geltendmachung zivilrechtlicher Ansprüche damit insofern erst eröffnen.

### Besonderheiten der Verfahrens- und Prozessführung
Rechtsstreitigkeiten im Bereich IT-Recht erfordern, ähnlich wie in anderen Querschnittsbereichen zur Technik, von allen Beteiligten ein spezifisches technisches Verständnis für die zugrundeliegenden Vorgänge.

## Rechtsquellen
- Bundesdatenschutzgesetz (BDSG)
- Bürgerliches Gesetzbuch (BGB)
- Datenschutz-Grundverordnung (DS-GVO)
- Digitale-Dienste-Gesetz
- Fachanwaltsordnung (FAO)[6]
- Internationales Privatrecht
- Markengesetz
- Strafgesetzbuch
- Telekommunikationsgesetz
- Urheberrechtsgesetz
- Verordnung über elektronische Identifizierung und Vertrauensdienste für elektronische Transaktionen (EIDAS- bzw. IVT-VO)
- Vertrauensdienstegesetz (VDG)

## Zeitschriften
- Computer und Recht (CR)
- Datenschutz und Datensicherheit (DuD)
- Der IT-Rechtsberater (ITRB)
- JurPC
- Kommunikation und Recht (K&R)
- Multimedia und Recht (MMR)
- Zeitschrift für Datenschutz (ZD)